# Rod (mythologie)
Pour les articles homonymes, voir Rod.
Rod (en Slovène, Croate, Bosnien : Rod ; en Biélorusse, Bulgare, Macédonien, Russe, Serbe : Род ; en Ukrainien : Рід) est un dieu de la mythologie slave. Il est considéré comme la première des divinités slaves. Le nom Rod signifie "lignée", faisant ainsi directement référence à sa position comme créateur de tout les dieux et du monde.
Dans la mythologie, il y est décrit comme ayant établi les trois mondes : Jav, Prav et Nav, qu'il a séparés les uns des autres. Il a également instauré le principe suprême d'équilibre entre les éléments ainsi que la loi du monde à laquelle toute créature ou puissance doit obéir; la Pravda (Vérité).
Rod préside les destinées des humains, aux côtés de Rojanice, qui est avec lui la cocréatrice de l'univers.
On l’a d’abord représenté comme un faucon, puis comme un vieil homme portant le livre du destin. On retrouve les consonances de son nom dans les mots « rod » (lignée), « plodorodié » (fécondité) ou « priroda » (nature). De nombreux talismans protecteurs en argile, bois et pierre portaient l’effigie de ce dieu universel.
Il n’avait pas de temple, et aucune offrande ne lui était faite. Cette attitude inhabituelle des païens slaves envers Rod s'explique par la croyance qu'il ne se mêlait plus des affaires du monde et se contentait de surveiller les dieux plus jeunes.
Il délègue la gouvernance de l'univers à son fils Svarog, dieu du feu céleste et de la métallurgie. Bien qu'inféodé à Rod, il apparaît comme plus important que lui au sein des pratiques religieuses du fait de son rôle plus actif.
Il est parfois confondu avec Sventovit, qui appartient à la mythologie des Slaves de la Baltique. Rod semble avoir été progressivement remplacé par le dieu Péroun à partir du Xe siècle.